# تپه عرب لو
تپه عرب لو مربوط به هزاره اول قبل از میلاد است و در شمال غربی بوکان واقع شده و این اثر در تاریخ ۱۶ دی ۱۳۴۵ با شمارهٔ ثبت ۵۹۴ به‌عنوان یکی از آثار ملی ایران به ثبت رسیده است.